# Concha Calleja
Concepción Calleja, más conocida en lo profesional como Concha Calleja (Barcelona, 10 de julio de 1964) es una escritora española que ha centrado su actividad en el periodismo de actualidad, biografías de personajes históricos o famosos, y guiones para películas y series de televisión de sus libros.
Sus intereses como escritora están en la investigación de los crímenes con más impacto internacional, que podrían haber sido orquestados o son sospechosos de haberlo sido, y el análisis de los caracteres de los personajes implicados, desde una perspectiva psicológica.

## Biografía
Estudió la licenciatura de Geografía e Historia en la UNED, y es Perito Judicial en Criminología, Psicología Forense y Perfiles Criminales. Es Master en Counseling Psycology por Cambridge International University y estudió "Protocolo y Relaciones Institucionales".
En sus inicios profesionales, trabajó en las excavaciones arqueológicas realizadas por el Museo Arqueológico de Gavá (Barcelona), lo que le hizo llegar al mundo de la prensa, desarrollando a partir de entonces su carrera en varios medios de comunicación como los diarios La Vanguardia, El Periódico, El Mundo, y las revistas Mundo Científico, La Clave, Cuadernos de Pedagogía, Historia y Vida e Historia 16. Dos de sus libros, Cayetana, Duquesa de Alba y El álbum privado de la Duquesa de Alba, sirvieron como guion para la serie televisiva La duquesa, el cual estuvo emitido por Tele5. También, el libro La mujer morena, musa de Julio Romero de Torres, sirvió como base para el documental del mismo nombre realizado por Canal Sur televisión.
Ha colaborado en el programa Sabor a ti de Antena 3, dirigido por Ana Rosa Quintana; en la charla política de Canal Sur televisión Abre tu ventana de Tom Martín Benítez; en Tele 5, A tu lado y La Noria; en Radio Nacional 4 [es] en el programa Amb molt de gust de Silvia Tarragona; en Onda Cero, Al otro lado. En 2007  participó diariamente en televisión, Las mañanas de Cuatro de Concha García Campoy, más tarde en Espejo Público y como experta en monarquías durante varios periodos en TVE1 en Las mañanas de la 1. Actualmente colabora en los programas de Iker Jiménez, Horizonte, y Cuarto Milenio, a partir de sus investigaciones sobre crímenes sospechosos de haber sido orquestados, o no resueltos

## Libros
- Contagiados: ¿Quién nos enfermó?. Arcopress 2023.
- Target Michael Jackson. The conspiracy to end the king of pop. EMDE 2020
- Objetivo Michael Jackson. Arcopress 2019
- Diana, Réquiem por una mentira. Arcopress 2017
- La duquesa. El Café de la Rosa 2013
- Duquesa de Alba: historia y vida 6 volúmenes 2012
- La mujer morena, musa de Julio Romero de Torres. Editorial Almuzara 2011
- ¡Elemental, querido Watson! Ipuntoediciones 2010
- Hombres ilustres, sus cartas de amor. Es ediciones 2008
- Diana de Gales, me van a asesinar. Arcopress 2007
- El triunfo de Camila. Arcopress 2005
- El álbum privado de la duquesa de Alba. Belacqua 2005
- Felipe de Borbón, listo para reinar. Espejo de tinta 2004
- Tita Cervera, una historia sin título (Biografía de la baronesa Thyssen). Belacqua 2004
- Carmen, una historia real. Laberinto 2003
- Pasiones insólitas. Belacqua 2003
- Bajo el mármol blanco y negro (novela histórica) Plaza & Janés 2002
- Cayetana, Pasión andaluza (Biografía autorizada por la duquesa de Alba). Plaza & Janés 2001
- El último beso de Cayetana de Alba. Espasa Calpe 1999
- Con toda franqueza. Editorial Planeta 1998